# Freda Betti
Freda Betti (26 de febrero de 1924 – 13 de noviembre de 1979) fue una cantante lírica, mezzosoprano, de nacionalidad francesa.

## Biografía
Su nombre completo era Frédérique Thérèse Augusta Betti, y nació en Niza, Francia, en el seno de una familia modesta, siendo su padre un pintor de casas y su madre una pescadera. Su familia paterna era originaria de región de Emilia-Romaña, en Italia, habiendo nacido su abuelo en Parma, emigrando con su familia a Niza en 1893. El hermano de Freda Betti era el cantante lírico Henri Betti.
Estudió música y, más en particular, canto, con Édouard Rouard en el Conservatorio de Niza, donde obtuvo un primer premio en canto en el año. Debutó en la Ópera de Montecarlo en 1947 con Fausto, de Charles Gounod, encarnando a Siébel.
Actuó a menudo con la Orquesta filarmónica de la RTF a principios de los años 1950, antes de llegar a ser miembro del Teatro Nacional de la Opéra-Comique en los años 1960, lo que le valió actuar en el escenario de la Ópera de París. Ella cantó en los grandes teatros de ópera nacionales (Ópera nacional de Burdeos, Théâtre Graslin de Nantes, Ópera de Niza, Théâtre des Arts de Ruan, Ópera de Estrasburgo, Teatro del Capitolio de Toulouse) y europeos (Ópera de Montecarlo, Teatro de La Scala), y también en numerosos festivales de arte lírico, entre ellos el Festival de Aix-en-Provence, el Festival de Aviñón, el Festival de Bayreuth y el Festival Chorégies d'Orange.
Entre los papeles de su repertorio pueden citarse a Frigg (La valquiria), Dulcinea (Don Quijote), Suzuki (Madama Butterfly), Brangäne (Tristán e Isolda) y, sobre todo, Carmen, que interpretó en más de 150 ocasiones. También participó en el estreno en 1962 de L'Opéra d'Aran, de Gilbert Bécaud, pieza representada en el Teatro de los Campos Elíseos.
Betti se dedicó a la enseñanza del canto en el Conservatoire de musique, danse et art dramatique en France de Mónaco en los años 1970.
Freda Betti se suicidó en Niza en 1979, a los 55 años de edad, y fue enterrada en la cripta familiar, junto a su marido y sus padres, en el Cementerio del Château, en Niza. Había estado casada con René Clermont (1919-1976), desde el 29 de octubre de 1949 en Levallois-Perret. La pareja tuvo dos hijos.

## Repertorio
- 1947 : Fausto, de Charles Gounod, Ópera de Montecarlo, dirección de Jules Gressier
- 1949 : Comme ils s'aiment, de André Lavagne, Orchestre Radio Lyrique, dirección de Tony Aubin
- 1950 : El dominó negro, de Daniel-François Auber, Orchestre radio-lyrique de la RTF, dirección de Jules Gressier
- 1951 : L'Ivrogne corrigé, de Christoph Willibald Gluck, Orquesta filarmónica de París, dirección de René Leibowitz
- 1952 : Le Joueur de flûte, de Florimond Hervé, Orchestre Radio Lyrique de la RTF, dirección de Maurice Soret
- 1952 : Jenůfa, de Leoš Janáček, dirección de Charles Bruck
- 1953 : La Rôtisserie de la reine Pédauque, de Charles-Gaston Levadé, Orchestre Radio Lyrique de la RTF, dirección de Pierre Dervaux
- 1954 : Romeo y Julieta, de Charles Gounod, Orchestre Radio Lyrique de la RTF, dirección de Jules Gressier
- 1955 : El barbero de Sevilla, de Gioachino Rossini, Orchestre Radio Lyrique de la RTF, dirección de Jules Gressier
- 1955 : La doncella de nieve, de Nikolái Rimski-Kórsakov, Orchestre Radio Lyrique de la RTF, dirección de Charles Bruck
- 1956 : Le Jour et la Nuit, de Alexandre Charles Lecocq, Orchestre Radio Lyrique de la RTF, dirección de Roger Ellis
- 1956 : La médium, de Gian Carlo Menotti, Orchestre Radio Lyrique de la RTF
- 1956 : La Périchole, de Jacques Offenbach, Orchestre radio-symphonique de Lille, dirección de Marcel Cariven
- 1956 : Madame l’Archiduc, de Jacques Offenbach, Orchestre radio-symphonique de Lille, dirección de Marcel Cariven
- 1957 : Gillette de Narbonne, de Edmond Audran, Orchestre Radio Lyrique de la RTF, dirección de Pierre Tellier
- 1957 : Les Bavards, de Jacques Offenbach, Orchestre Radio Lyrique de la RTF
- 1958 : El amor de las tres naranjas, de Serguéi Prokófiev, Orchestre Radio Lyrique de la RTF, dirección de Manuel Rosenthal
- 1960 : Le médecin malgré lui, de Charles Gounod, Orchestre Radio Lyrique de la RTF, dirección de Élisabeth Brasseur
- 1961 : Padmâvatî, de Albert Roussel, Orchestre Radio Lyrique de la RTF, dirección de René Alix
- 1961 : Lavinia, de Henry Barraud, Orchestre de la Société des Concerts du Conservatoire, dirección de Serge Baudo
- 1961 : Rip, de Robert Planquette, Orchestre Radio Lyrique de la RTF, dirección de Marcel Cariven
- 1962 : Orfeo en los infiernos, de Jacques Offenbach, Orchestre Radio Lyrique de la RTF, dirección de Marcel Cariven
- 1962 : Rhodope, de Louis Ganne, Orchestre Radio Lyrique de la RTF, dirección de Marcel Cariven
- 1963 : Giroflé Girofla, de Charles Lecocq, Orchestre Radio Lyrique de la RTF, dirección de Marcel Cariven
- 1964 : La Chanson de Fortunio, de Jacques Offenbach, Orchestre Radio Lyrique de la RTF, dirección de Jean-Claude Hartemann

## Actuaciones televisivas
- 1956 : Le Médium, de Claude Loursais
- 1957 : Les Bavards, de Bronislaw Horowicz
- 1960 : Le Médecin malgré lui, de Claude Loursais